# هيجي هاتوري
هيجي هاتوري (باليابانية: 服部 平次) هو شخصية خيالية في سلسلة أنمي ومانغا المحقق كونان، من تأليف غوشو أوياما. يُعرف بكونه صديقًا مقربًا لسينشي كودو، ومتحرٍ خاص يعيش في مدينة أوساكا، حيث يُلقب بـ "متحري الغرب".

## نبذة عن الشخصية
يبلغ هيجي من العمر 17 عامًا، وهو طالب في المرحلة الثانوية يتمتع بمهارات تحليلية متقدمة وسرعة بديهة. يتميز ببشرته الداكنة التي ورثها عن جده، كما أنه بارع في رياضة الكيندو، التي تعلمها من والده هايزو هاتوري، رئيس شرطة أوساكا.

### ظهوره الأول
ظهر هيجي لأول مرة في حلقات جريمة قتل الدبلوماسي (48-49)، حيث جاء إلى طوكيو بحثًا عن شينيتشي كودو، المعروف بلقب "متحري الشرق". خلال هذه الزيارة، شرب شينيتشي شرابًا أحضره هيجي، مما أعاده مؤقتًا إلى حجمه الطبيعي، قبل أن يعود مجددًا إلى هيئة كونان إدوغاوا.

### اكتشافه لحقيقة كونان إدوغاوا
في حلقات جريمة قتل مهووسي هولمز (57-58)، يلاحظ هيجي مهارات كونان التحليلية المتقدمة، مما يثير شكوكه حول هويته. بعد مراقبته، يتمكن في النهاية من كشف حقيقة أن كونان هو شينيتشي كودو، ليصبح لاحقًا أحد أقرب أصدقائه وحلفائه الموثوقين.

### دوره في مساعدة كونان
يعتبر هيجي من الشخصيات الداعمة لكونان، حيث يساعده في حل العديد من القضايا الخطيرة، لا سيما تلك التي تتعلق بالمنظمة السوداء. وعلى الرغم من تنافسهما في بعض الأحيان، إلا أن علاقتهما مبنية على الاحترام المتبادل والصداقة القوية.

### علاقته بكازوها توياما
كازوها توياما هي صديقة طفولة هيجي، وترافقه في مغامراته. في النسخة العربية من السلسلة، يُشار إليها على أنها خطيبته. على الرغم من كثرة الجدال بينهما، إلا أن هناك مشاعر متبادلة لم يُصرح بها بشكل مباشر. حاول هيجي الاعتراف بحبه لها عدة مرات، كما في حلقات المنزل المحاط بالزومبي (832) وحل الغموض في مقهى بوارو (884-885)، لكنه لم ينجح بسبب تدخلات خارجية.
تظهر غيرته عليها في عدة حلقات، منها كونان وهيجي وشفرة الحب (763-764) وفيلم شفرة الحب القرمزية. كما يُكشف في فيلم تقاطع طرق في العاصمة القديمة أن كازوها هي الفتاة التي أعجب بها هيجي منذ الطفولة، مما يضفي بُعدًا عاطفيًا عميقًا على علاقتهما.

## ظهوره

### الحلقات التي ظهر بها
| رقم الحلقة | فصل المانحا | عنوان الحلقة                                                      |
| ---------- | ----------- | ----------------------------------------------------------------- |
| 48–49      | 92-96       | جريمة قتل الدبلوماسي                                              |
| 57–58      | 117-121     | جريمة قتل مهووسو هولمز                                            |
| 77–78      | 150-153     | سلسلة الجرائم الغامضة في منزل العائلة الشهيرة                     |
| 118        | 185-188     | جريمة قتل نانيوا السرية (حلقة خاصة لمدة ساعة)                     |
| 141–142    | 211-214     | جريمة قتل ليلة الزفاف                                             |
| 166–168    | 246-250     | قصر العنكبوت                                                      |
| 174        | 225-230     | قضية عمرها عشرون سنة                                              |
| 189–191    | 251-254     | الإحياء اليائس                                                    |
| 221        | 276-278     | الزبونة الكاذبة                                                   |
| 222–224    | 279-283     | ثم لم تكن هنالك أية حورية                                         |
| 238–239    | 293-295     | قضية ك3 في أوساكا                                                 |
| 240        | 296-298     | حراسة قطار الطلقة السريع                                          |
| 263        | 314-321     | أحجية أوساكا المزدوجة: مبارز نانيوا وقصر تويوتوما                 |
| 277–278    | 341-343     | معلمة اللغة الإنكليزية ضد متحري الغرب                             |
| 291–293    | 361-365     | جزيرة الأميرة المنعزلة وَقصر ملك التنين                            |
| 323–324    | 390-392     | موقف هيجي هاتوري اليائس!                                          |
| 325–327    | 393-397     | الحصان الأحمر وسط اللهب                                           |
| 345        | 429-434     | المواجهة وجهًا لوجه مع المنظمة السوداء: لغزان في ليلة اكتمال القمر |
| 381–382    | 441-444     | استعراض تنافس الاستنتاجات                                         |
| 383        | 445-449     | معجزة في ملعب الكوشين                                             |
| 406–408    | 487-490     | استنتاجات كونان وهيجي السحرية                                     |
| 479        | 559-566     | ثلاثة أيام مع هاتوري هيجي                                         |
| 484        | 582-584     | مكان الصورة من السواد                                             |
| 490        | 518-522     | هاتوري هيجي في مواجهة كودو شينتشي على المنحدرات الثلجية           |
| 491        | 585-586     | تصادم الأحمر والأسود                                              |
| 515        | 631-634     | سحر انتقال كايتو كيد الفوري                                       |
| 516        | 613-618     | فورينكازان – المحارب المدرع الغامض                                |
| 517        | 613-618     | فورينكازان – خاتمة الظل والبرق                                    |
| 521        | 646-654     | القاتل، شينتشي كودو                                               |
| 522        | 646-654     | وجه شينتشي الحقيقي ودموع ران                                      |
| 523        | 646-654     | الشيء الذي تريد سؤاله حقًّا                                         |
| 524        | 635-637     | شرارة الكراهية الزرقاء                                            |
| 554–555    | فلر         | جولة غموض طائر اللقلق                                             |
| 572        | 690-692     | معركة الكنز في المستودع المسكون                                   |
| 573–574    | 693-695     | مكان التعويذة المحرجة                                             |
| 610        | 734-735     | الضحية هي كودو شينيتشي                                            |
| 611–613    | 736-740     | قلعة إنوبوشي والكلب الشيطاني المشتعل                              |
| 651        | 778-780     | كونان ضد هيجي: معركة الاستنتاجات بين متحريي الشرق والغرب          |
| 652–655    | 781-786     | تصميم السم والوهم                                                 |
| 710–711    | 831-833     | الجميع رأى                                                        |
| 712–715    | 834-840     | هيجي هاتوري وقصر مصاص الدماء                                      |
| 763–764    | 879-881     | كونان وهيجي، شفرة الحب                                            |
| 808–809    | 909-912     | قضية نزل الكامايتاتشي                                             |
| 830–832    | 931-932     | الزومبي المحيط حول الكوخ                                          |
| 872–874    | 958-959     | كونان وهيجي وأسطورة النو                                          |
| 885–886    | 981-983     | حل الغموض في مقهى بوارو                                           |
| 916–917    | 990-991     | بطولة كندو للحب والغموض                                           |
| 927–928    | 1000-1002   | رحلة المدرسة القرمزية                                             |
| 965–968    | فلر         | كايجو غوميرا ضد كامين يايبا                                       |
| 983–984    | 1018-1019   | كيد ضد كومي الشفاه المستهدفة                                      |
| 1024-1025  | 1039-1042   | تحدّي أوكا موميجي                                                  |
| 1135-1136  | 1088-1090   | فخ أوكا موميجي الحلو                                              |

### الافلام التي ظهر فيها
- ساحر القرن الأخير
- تقاطع طرق في العاصمة القديمة
- لحن وداع المتحرين
- المطارد الأسود
- السفينة الضائعة في السماء
- عين خفية في البحر البعيد
- رسالة الحب القرمزية
- النجمة الخماسية بمليون دولار

### الأوفا التي ظهر فيها
- الستة عشر مشتبها
- كونان وهيجي والطفل المفقود
- البحث عن الجوهرة المفقودة!!

### الحلقات الخاصة التي ظهر فيها
- الملف السحري 4
- المحقق المتقلص